# Teen Dream
Teen Dream ist das dritte Studioalbum des Dream-Pop-Duos Beach House aus Baltimore. Es erschien am 26. Januar 2010 auf Sub Pop, obwohl Schwarzkopien des Albums bereits am 19. November 2009 im Internet auftauchten.
Das Album wurde von Chris Coady produziert, welcher bereits Alben von TV on the Radio, den Yeah Yeah Yeahs sowie Blonde Redhead produzierte. Das Album ist außerdem das erste Album des Duos auf Sub Pop, in Großbritannien erschien das Album auf Bella Union, in Mexiko auf Arts & Crafts.

## Entstehungsgeschichte
Das Aufnehmen von Teen Dream fand nach ausgiebigen Touren für das vorherige Album Devotion statt. Das Duo bemühte sich um die Kreation eines anspruchsvolleren Albums, und laut der Gruppe waren die Demos der Platte vergleichbar mit den letztendlichen Tracks. Der Einsatz von Reverb-Effekten wurde deutlich zurückgefahren. Laut Alex Scally gibt es sehr wenig Reverb auf der Platte.
Die Produktion des Albums war beträchtlich teurer. Alex Scally in einem Interview mit Pitchfork Media:

„Alles bisschen Geld, welches wir hatten, haben wir ausgegeben. Das Aufnehmen war ungeheuer teuer. Bei jedem Schritt auf dem Weg [zum fertigen Album] haben wir versucht, noch mehr zu geben, noch weiter zu gehen.“

## Rezeption
Die Rezeption des Albums war sehr positiv. Metacritic, welches Rezensionen von verschiedenen Publikationen sammelt, gibt dem Album eine Wertung von 82 %. Viele Rezensionen bemerkten den Klangwechsel. BBC Music schreibt:

„Der best getroffenste Ton auf Teen Dream ist der Ton einer Band, die ihre eigene Stimme gefunden hat.“

 Mark Richardson von Pitchfork Media gab der Platte 9,0/10,0 Punkte und nannte es "sowohl das abwechslungsreichste und hörbarste der drei Studioalben, und dennoch wirkt die Platte nie wie ein Kompromiss." Mehrere Rezensionen fokussierten sich auf den Gesang von Legrand. Der Rolling Stone verglich den Gesang mit einer "singenden dämmrigen Fackel... exzellent".
Weitere Reviews hingegen waren weniger positiv. Nur 4/10 Punkte vergab The Guardian. "Seltsam eisig und melodisch ein bisschen ineffektiv", so die Zeitung. Während The Austin Chronicle das Album beständig nannte und es drei Sterne gab, steht in der Rezension, dass das Duo "immer noch Goldstaub habe, den es wegzupusten gilt".

## Chartpositionen
Das Album erreichte Platz #78 in den britischen Albencharts und konnte sich eine Woche lang halten. In den amerikanischen Charts erreichte es Platz #43 und konnte sich sieben Wochen lang halten. Außerdem erreichte es Platz #6 auf der Alternative-Liste.

## Bonus-DVD
Eine Bonus-DVD-Ausgabe wurde veröffentlicht und enthält entweder CD oder Vinyl und eine DVD, welche psychedelische, experimentelle Visuals für jeden einzelnen Track von Teen Dream beinhaltet. Jedes Video wurde von einem anderen Regisseur gefilmt.

## Titelliste
Alle Lieder von Alex Scally und Victoria Legrand.
1. Zebra – 4.48
2. Silver Soul – 4.58
3. Norway – 3.54
4. Walk in the Park – 5.22
5. Used to Be – 3.58
6. Lover of Mine – 5.06
7. Better Times – 4.23
8. 10 Mile Stereo – 5.03
9. Real Love – 5.20
10. Take Care – 5.48

### Bonustrack
11. Baby – 2.59
Der Bonustrack war nur im iTunes Store erhältlich.